# Trichiuridae
Famille
Les Trichiuridae  sont une famille de poissons du sous-ordre des Scombroidei, caractérisés par une forme très allongée (filiformes).

## Description et caractéristiques
Ce sont des poissons caractérisés par un corps très allongé et comprimé latéralement (d'où leur appellation de « poissons sabres »).
Ils ont des dents effilées et, un os maxillaire dissimulé par les préorbitaux. La nageoire dorsale est très longue (s'étendant tout le long du corps), soutenue par des rayons mous sur plus de la moitié de sa longueur, et par des épines dures sur la partie restante après une petite dépression chez certaines espèces. La nageoire caudale est réduite, ou absente. Les nageoires pectorales sont basses. La nageoire pelvienne, quand elle est présente, est réduite à une épine ressemblant à une écaille et un rayon mou vestigial. Ces poissons ont entre 58 et 192 vertèbres (34-53 + 24-151).
Plusieurs espèces font l'objet d'une pêche intensive, et sont commercialisées sous le nom de « [poisson] sabre ». Cependant, leur croissance étant lente les stocks sont en cours d'effondrement.

## Taxinomie
Selon World Register of Marine Species (3 juin 2015) :
- sous-famille Aphanopodinae Gill, 1863
  - genre Aphanopus Lowe, 1839
    - Aphanopus arigato Parin, 1994
    - Aphanopus beckeri Parin, 1994
    - Aphanopus capricornis Parin, 1994
    - Aphanopus carbo Lowe, 1839
    - Aphanopus intermedius Parin, 1983
    - Aphanopus microphthalmus Norman, 1939
    - Aphanopus mikhailini Parin, 1983

  - genre Benthodesmus Goode & Bean, 1882
    - Benthodesmus elongatus (Clarke, 1879)
    - Benthodesmus macrophthalmus Parin & Becker, 1970
    - Benthodesmus neglectus Parin, 1976
    - Benthodesmus oligoradiatus Parin & Becker, 1970
    - Benthodesmus pacificus Parin & Becker, 1970
    - Benthodesmus papua Parin, 1978
    - Benthodesmus simonyi (Steindachner, 1891)
    - Benthodesmus suluensis Parin, 1976
    - Benthodesmus tenuis (Günther, 1877)
    - Benthodesmus tuckeri Parin & Becker, 1970
    - Benthodesmus vityazi Parin & Becker, 1970
- sous-famille Lepidopodinae Gill, 1863
  - genre Assurger Whitley, 1933
    - Assurger anzac (Alexander, 1917)

  - genre Eupleurogrammus Gill, 1862
    - Eupleurogrammus glossodon (Bleeker, 1860)
    - Eupleurogrammus muticus (Gray, 1831)

  - genre Evoxymetopon Gill, 1863
    - Evoxymetopon macrophthalmus Chakraborty, Yoshino & Iwatsuki, 2006
    - Evoxymetopon poeyi Günther, 1887
    - Evoxymetopon taeniatus Gill, 1863

  - genre Lepidopus Goüan, 1770
    - Lepidopus altifrons Parin & Collette, 1993
    - Lepidopus calcar Parin & Mikhailin, 1982
    - Lepidopus caudatus (Euphrasen, 1788)
    - Lepidopus dubius Parin & Mikhailin, 1981
    - Lepidopus fitchi Rosenblatt & Wilson, 1987
    - Lepidopus manis Rosenblatt & Wilson, 1987
- sous-famille Trichiurinae Rafinesque, 1810
  - genre Demissolinea Burhanuddin & Iwatsuki, 2003
    - Demissolinea novaeguineensis Burhanuddin & Iwatsuki, 2003

  - genre Lepturacanthus Fowler, 1905
    - Lepturacanthus pantului (Gupta, 1966)
    - Lepturacanthus roelandti (Bleeker, 1860)
    - Lepturacanthus savala (Cuvier, 1829)

  - genre Trichiurus Linnaeus, 1758
    - Trichiurus auriga Klunzinger, 1884
    - Trichiurus australis Chakraborty, Burhanuddin & Iwatsuki, 2005
    - Trichiurus brevis Wang & You, 1992
    - Trichiurus gangeticus Gupta, 1966
    - Trichiurus lepturus Linnaeus, 1758
    - Trichiurus margarites Li, 1992
    - Trichiurus nanhaiensis Wang & Xu, 1992
    - Trichiurus nickolensis Burhanuddin & Iwatsuki, 2003
    - Trichiurus russelli Dutt & Thankam, 1967

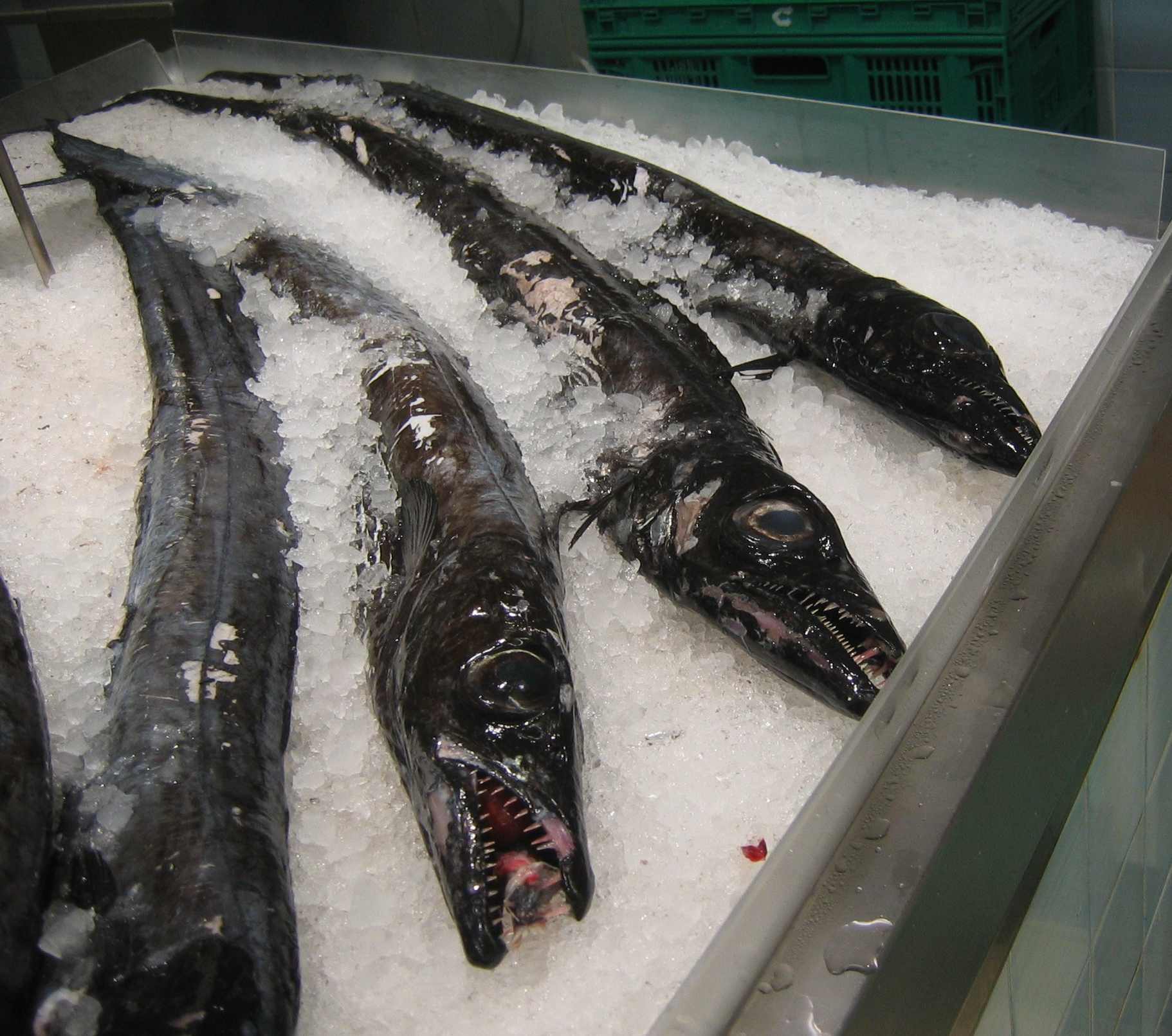
Aphanopus carbo
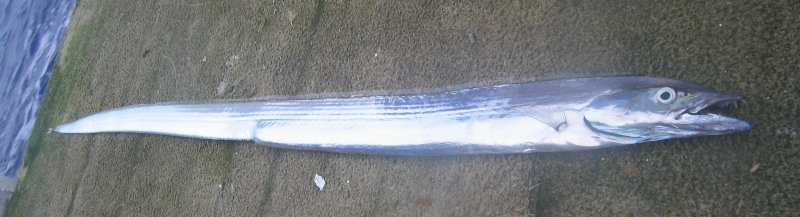
Assurger anzac
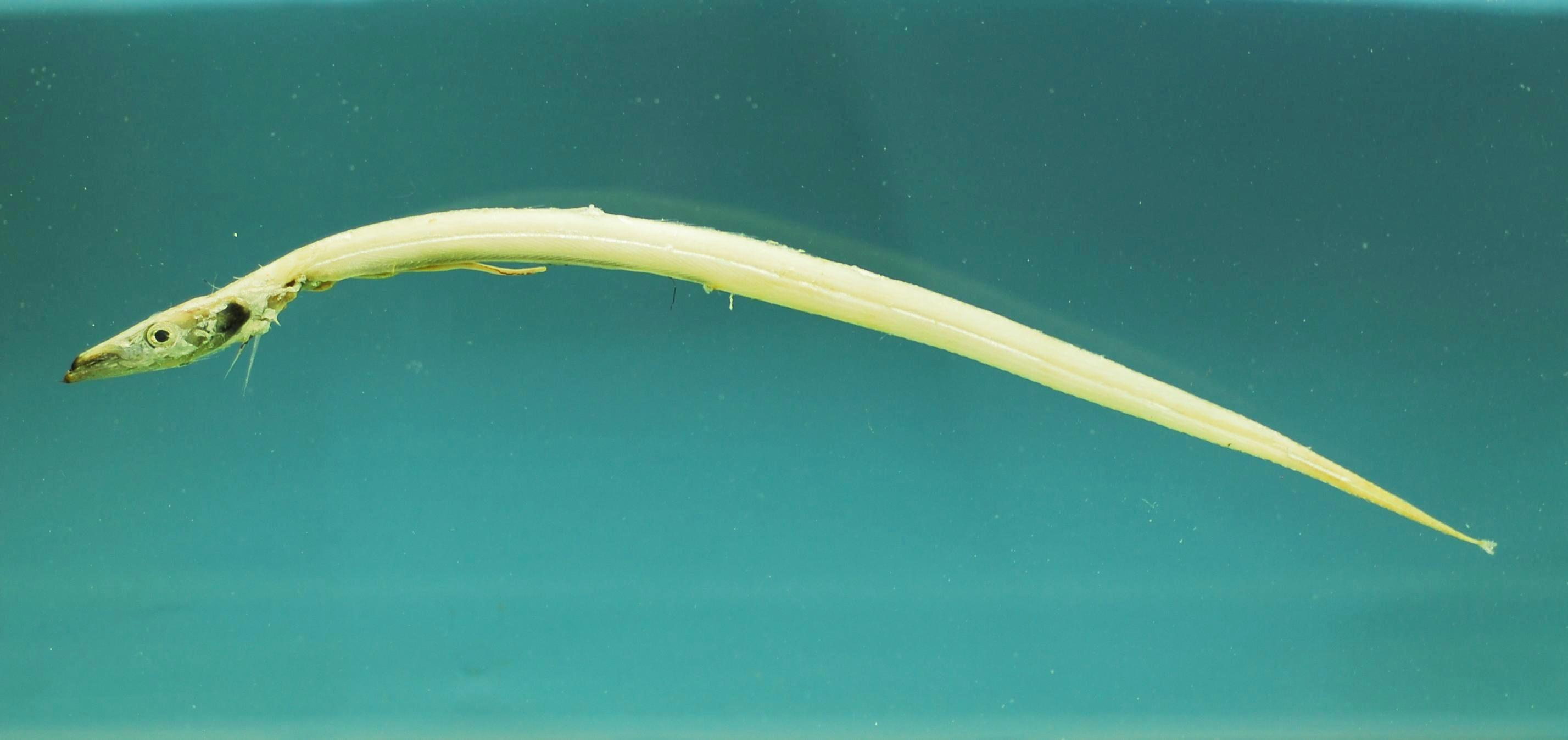
Benthodesmus tenuis
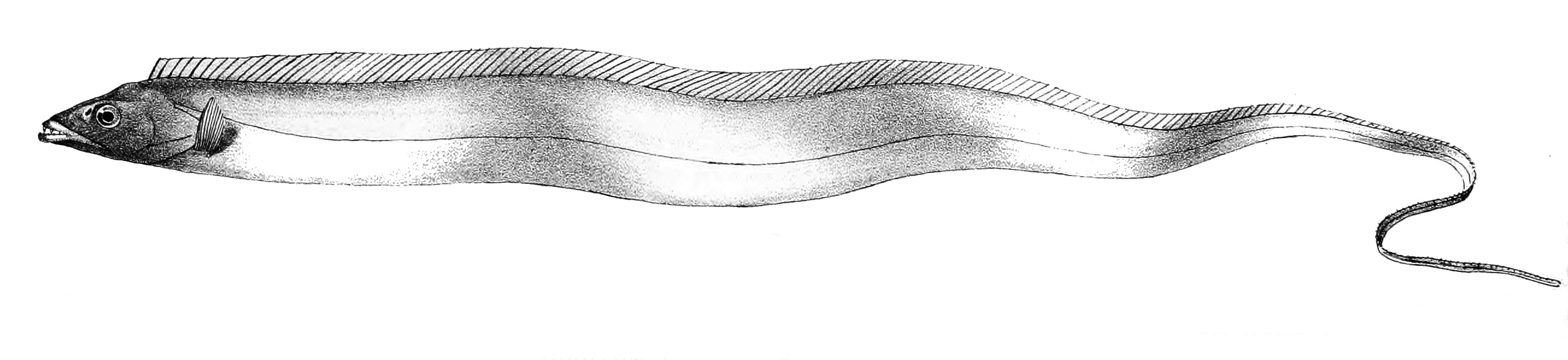
Trichiurus muticus
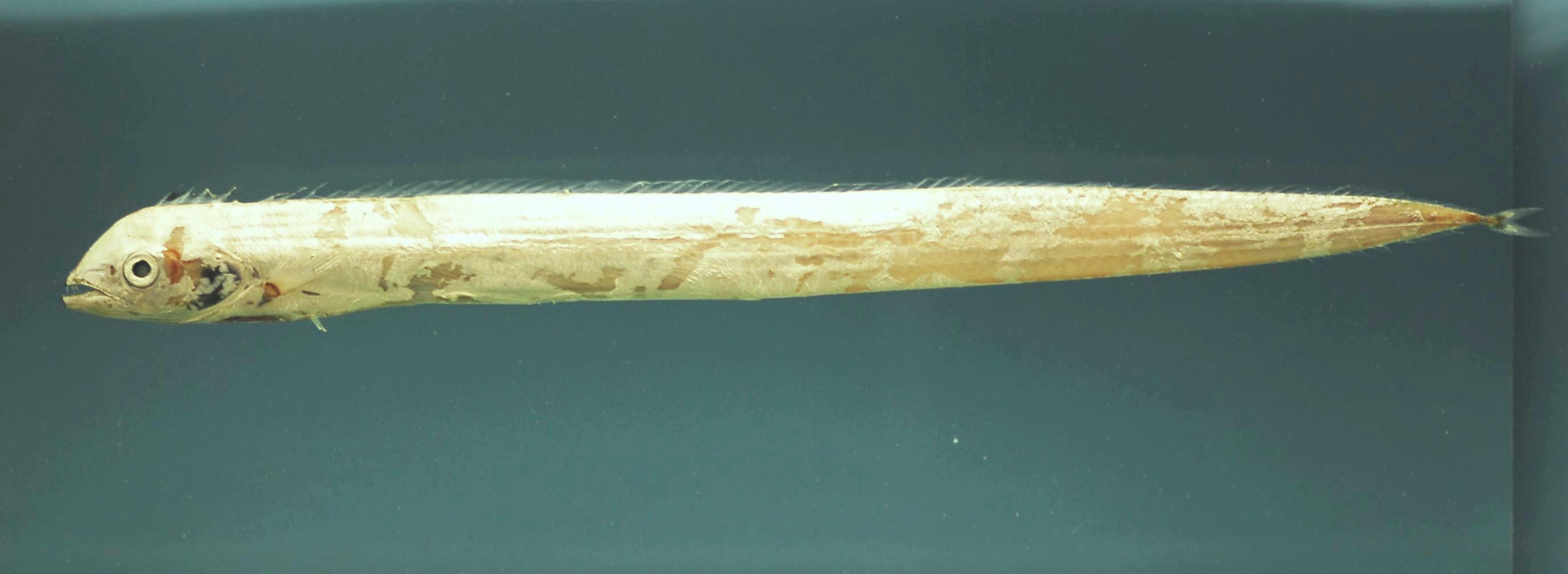
Evoxymetopon taeniatus
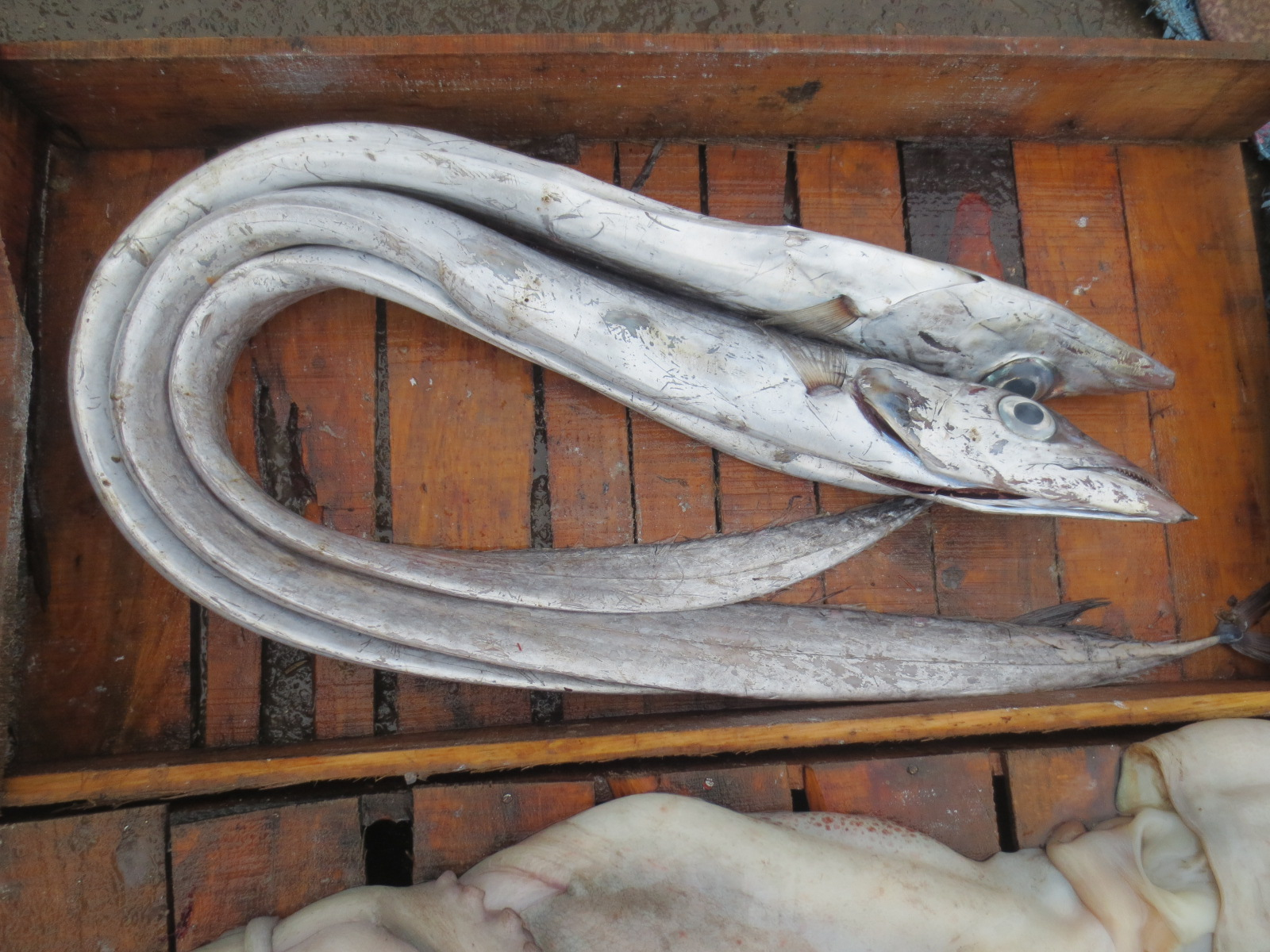
Lepidopus caudatus
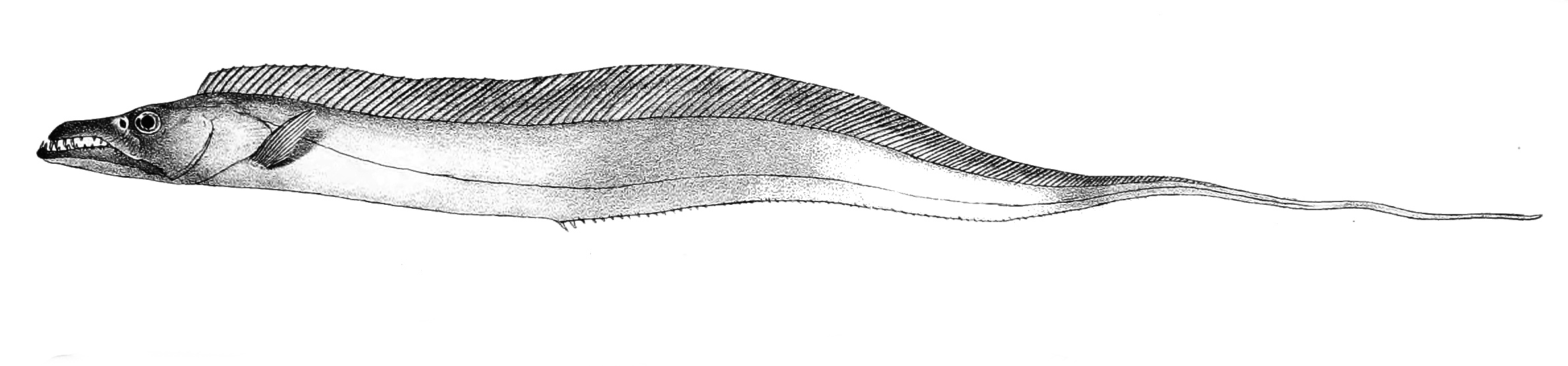
Trichiurus savala
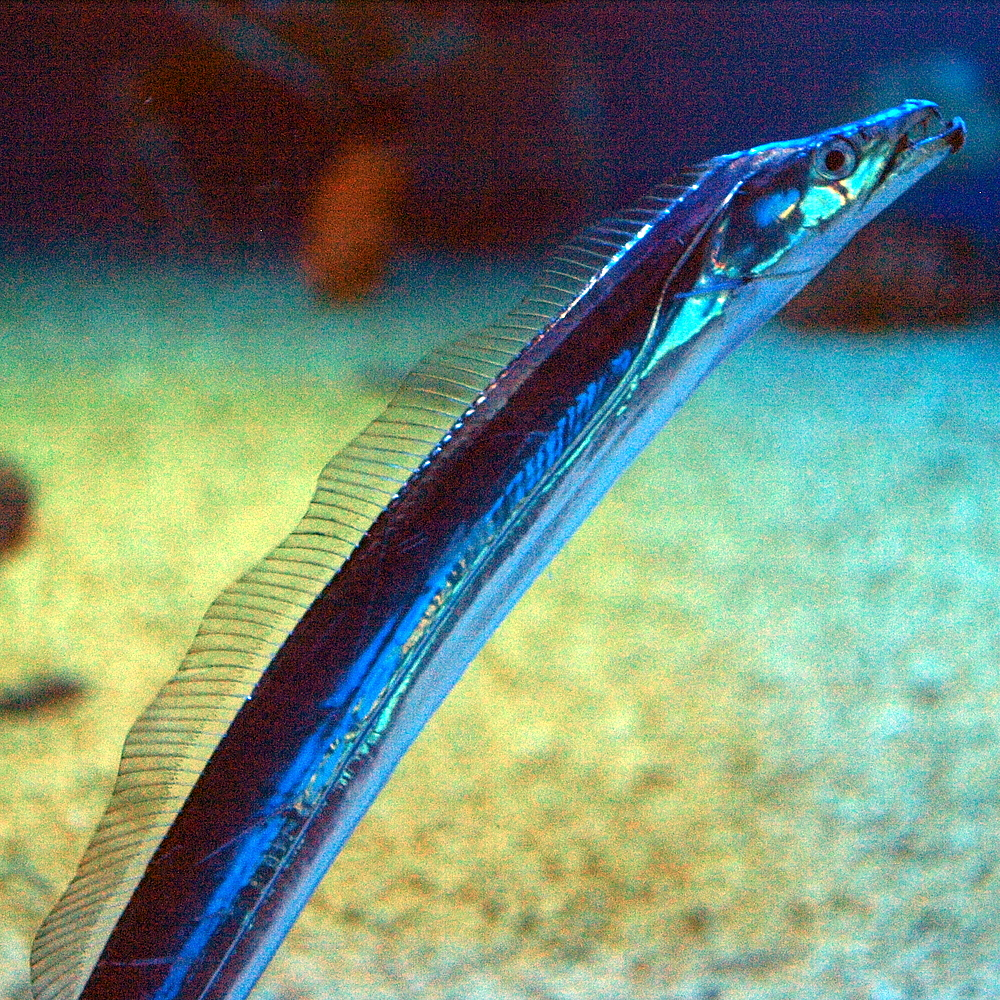
Trichiurus lepturus